# Real Cofradía del Descendimiento de Nuestro Señor Jesucristo (Requena)
La Real Cofradía del Descendimiento de Nuestro Señor Jesucristo es una cofradía de culto católico instaurada en la iglesia del Salvador de Requena (Valencia).
Fue fundada en el año 1953 y cuenta con más de 400 integrantes. Participa en las celebraciones de la Semana Santa en Requena con sus cuatro pasos, repartidos en tres procesiones diferentes: la mañana del Domingo de Ramos con el de la Entrada de Jesús en Jerusalén, la noche del Jueves Santo con el de la Exaltación, y la tarde del Viernes Santo con los pasos de La Verónica y el Descendimiento de Nuestro Señor Jesucristo.
Celebra su fiesta el Domingo de Ramos, día en el que se realiza su comida de hermandad.

## Historia
La idea de crear la cofradía surgió el Viernes Santo de 1953, cuando un grupo de amigos, viendo dicha procesión decidió fundar una nueva cofradía, ya que por aquellos años, la Semana Santa en Requena tenía gran auge. Se considera la fecha de fundación de la cofradía el 29 de mayo del mismo año, día en que se firmó el contrato con el escultor José Dies López para la realización del paso, aunque no fue el día que se registró como tal, ni tampoco el día en que fue aprobada por el arzobispo.
Fue reorganizada en el año 1980, y en los años sucesivos adquiere las imágenes de los titulares. En 1984 se realizó por primera vez una hoguera en la puerta de la iglesia el Sábado de Gloria por la noche, y al finalizar la misa de resurrección, la cofradía ofreció ponche para su degustación. En 1992 adquirió una cruz que participará en el Vía Crucis del Lunes Santo por las calles de la villa, y en 1994 un nuevo estandarte con el fin de utilizarlo en las procesiones fuera de la villa para evitar el deterioro del original. 
El 18 de septiembre de 1995, la cofradía recibió la bendición apostólica del pontífice Juan Pablo II, y el 15 de noviembre del mismo año el rey Juan Carlos I de España aceptó el nombramiento de hermano mayor honorario. En 1997 el paso de la Exaltación fue elegido para representar a Requena en la procesión de la Junta Diocesana Provincial, celebrado en Cullera; el mismo año se creó la banda de cornetas y tambores de la cofradía, y dos años más tarde el evento de la Tamborrada. Ese mismo año de 1999 se eligió para el mismo fin el paso de la borriquilla, que participó en La Alcudia.
El 12 de abril del año 2002, se le otorga el título de real, y un año más tarde celebró el 50.º aniversario de la fundación. Dentro de los actos programados tuvo lugar la presentación del libro "El Descendimiento. Medio siglo de historia", un homenaje a los fundadores de la cofradía, el I Encuentro de Bandas de Cornetas y Tambores y, finalmente, el I Congreso Nacional de Cofradías y Pasos del Descendimiento, con sede en la villa.
En 2004 el paso de la Exaltación representó por segunda vez a Requena en la procesión provincial, el 22 de mayo la imagen titular de la cofradía apareció en los décimos de la lotería nacional y en el año 2007 el paso de la Verónica representó a la villa en la procesión provincial; ese mismo año Antonio Motos Domínguez realizó una réplica del estandarte original, para realizar sus salidas y evitar el deterioro del antiguo.
El 27 de marzo de 2010 fue inaugurada la casa de hermandad de la cofradía.

## Pasos de la cofradía

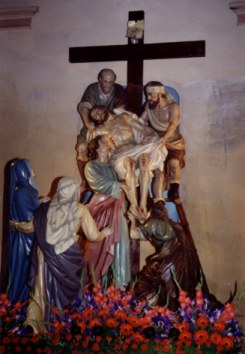
Paso del Descendimiento de Nuestro Señor Jesucristo.

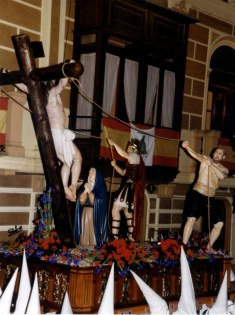
Paso de la Exaltación.

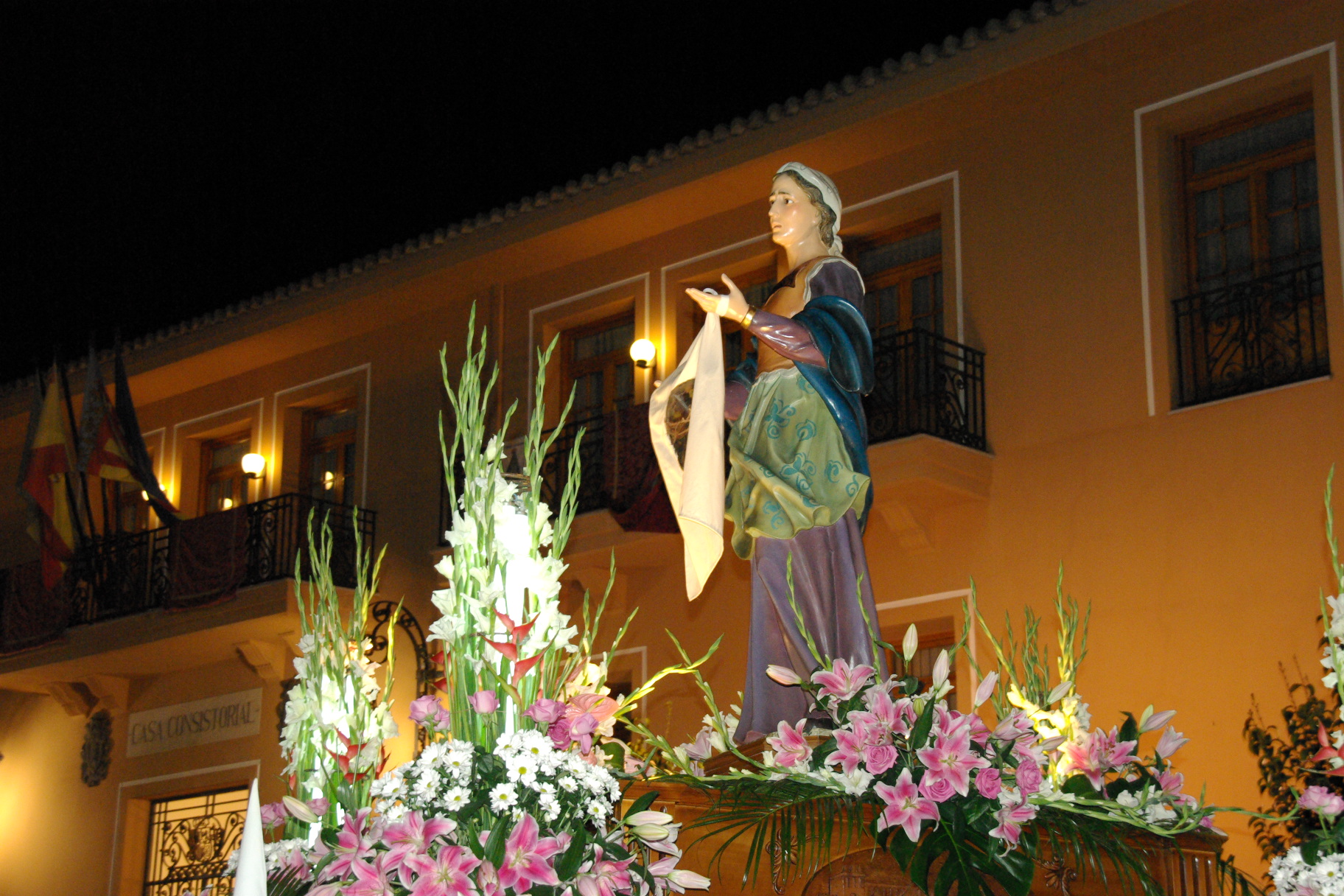
Paso de la Verónica.

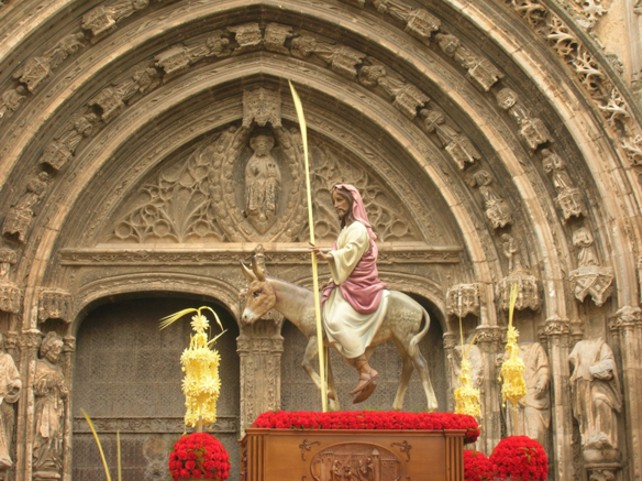
Paso de la Entrada de Jesús en Jerusalén.

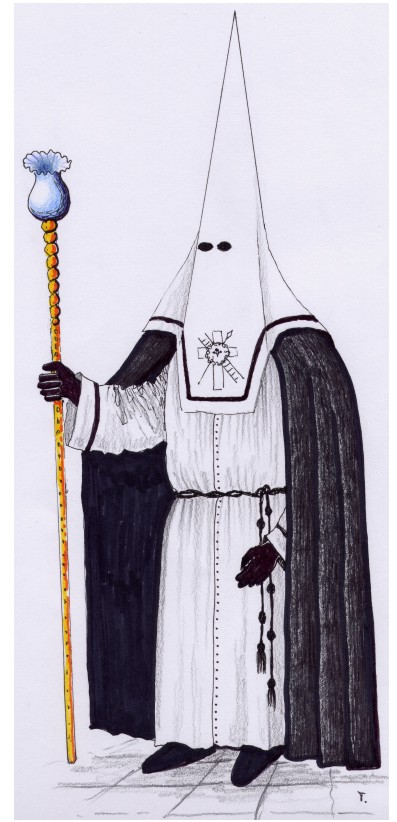
Traje de penitente de la cofradía.

Primer paso, el Descendimiento de Nuestro Señor Jesucristo
La cofradía contrató en 1953 con José Dies López la realización del paso, que está inspirado en el que realizó con anterioridad para Albacete, mejorando los defectos que se observaban en él, y su adquisición fue promovida por Bartolomé Vila Morey, que se encargó del continuo contacto con el escultor. 
Su precio fue de 5.414,95 pesetas, y fue entregado a la cofradía el 8 de abril de 1954 en Valencia, aunque el montaje se realizó durante tres días en la iglesia del Salvador, ya en Requena. En 1986 se confeccionaron unas sayas negras nuevas, bordadas en oro, para colocarlas en el paso el día de Viernes Santo.
El paso está compuesto por siete figuras: Jesús, la Virgen María, María Magdalena, María de Cleofás, José de Arimatea, Nicodemo y Juan el Apóstol. Todas ellas están realizadas en madera, y tuvieron un coste de 80.000 pesetas.
Segundo paso, la Exaltación
El paso de la Exaltación se ha ido ampliando y variando a lo largo de los años. En el año 1982, la cofradía realizó por primera vez su estación de penitencia con el Cristo del Salvador, prestado por el párroco de dicha iglesia; en 1990 adquirió unas andas metálicas para el Cristo, y además incorporó la imagen de una Virgen arrodillada y una escalera para sujetar al crucificado por detrás. Una nueva incorporación tuvo lugar en 1996, cuando el escultor Fernando Nácher Celaya realizó un sayón y un romano en posición de tirar de una cuerda, y en 2001 el mismo escultor realizó nuevas imágenes de la Virgen y el crucificado, sustituyendo a las anteriores.
Las figuras que lo componen son cuatro: Jesús, la Virgen María, un sayón y un romano, todas ellas realizadas y madera y talladas por el escultor valenciano Fernando Nácher Celaya, constituyendo la primera obra realizada por este escultor con destino una cofradía de pasión. La adquisición del paso fue promovida por la entonces junta directiva, y realizado en dos fases, tuvo un coste de 2.200.000 pesetas la primera, de 4.300.000 pesetas la segunda, y 597.940 pesetas más por unas andas nuevas, cuyo armazón fue donado por unos cofrades.
Tercer paso, la Verónica
Fue adquirido en 1986 por cuantía de 192.000 pesetas, confeccionando nuevas andas y desfilando varios años el día de Jueves Santo, hasta el año 1990, que pasó a desfilar el Viernes Santo delante del paso del Descendimiento. A partir del año 2000 realizó su estación de penitencia en orden cronológico, junto al Nazareno, hasta el año 2007 en que se recuperó la tradición de salir junto al paso titular de su cofradía.
La imagen está realizada en cartón piedra, y es obra de los talleres de Olot. Anualmente se realiza un concurso pictórico denominado "Lienzo de La Verónica", en el cual se elige el paño que llevará cada año la imagen.
Cuarto paso, la Entrada de Jesús en Jerusalén
Durante los primeros años de la reorganización de la cofradía se tomó como costumbre ir el Viernes Santo a recoger romero al monte para el arreglo del paso. En 1982 se realizaba la procesión representando la entrada de Jesús con una borriquilla y personas vestidas de hebreos, y tenía lugar por las calles del casco histórico de la villa.
En el año 1989 se adquirió el paso actual, obra de Salvador Gimeno, por precio de 575.000 pesetas. Realizó su primera salida con las andas de la Verónica en 1989, y a partir de dicho año la procesión se realiza un año desde la iglesia del Salvador hasta la iglesia del Carmen, siendo al contrario el año siguiente.
En 1990 la cofradía adquirió unas andas para el paso, y el año siguiente se le incorporaron unos niños, un arco triunfal y dos palmeras. El paso consta de dos figuras: Jesús y la borriquilla, realizadas en fibra de vidrio.

## Símbolos y vestimenta
El emblema de la cofradía es una cruz en la cual cruza de derecha a izquierda y de abajo hacia arriba una escalera, de izquierda a derecha y de abajo hacia arriba una lanza, en el centro de la cruz, tres clavos rodeados por una corona de espinas, y sobre la cruz, una corona real.
Los penitentes visten túnica de color blanco, con botonadura negra en la parte delantera central, galón negro a la derecha de los botones y pasamanería negra en las mangas. Además, anudado a la cintura, a la izquierda y con vuelta doble, llevan cordón trenzado en color negro, terminado en dos borlas con flecos en cada extremo. Completa el conjunto una capa en color negro con escudo de su color de la cofradía a la altura del hombro izquierdo, el capirote de color blanco con pasamanería negra alrededor del cuello y escudo bordado en negro a la altura del pecho. Los guantes y calzado también son de color negro.
- Datos: Q5776375